# Shadows House
Shadows House (Nhật: シャドーハウス Hepburn: Shadō Hausu) là một series manga Nhật Bản được viết và minh họa bởi bộ đôi So-ma-to. Truyện được đăng dài kỳ trên tạp chí Weekly Young Jump của Shueisha kể từ tháng 9 năm 2018, với các chương được thu thập trong 20 tập tankōbon kể từ tháng 7 năm 2025. Anime được chuyển thể bởi CloverWorks được phát sóng từ tháng 4 đến tháng 7 năm 2021. Phần thứ hai dự kiến khởi chiếu vào tháng 7 năm 2022.

## Cốt truyện
Trong một dinh thự hoành tráng và tối tăm, nơi những cư dân của Shadows House sống, với sự tham dự của các búp bê sống của họ, những người không ngừng dọn sạch bồ hóng mà chủ nhân của họ thải ra. Emilico, một búp bê sống trẻ trung và vui vẻ, rất vui khi bắt đầu phục vụ cô chủ Kate. Cả hai ngày càng thân thiết và dần dần tiếp xúc với nhiều sự kiện khác nhau trong dinh thự, họ bắt đầu khám phá ra một số bí mật đen tối của dinh thự rộng lớn này.

## Nhân vật

### Búp bê sống
Búp bê sống là những người hầu của các Shadow, mỗi Shadow có búp bê sống của riêng mình. Búp bê sống và chủ nhân của chúng có hình dáng giống hệt nhau và chỉ khác nhau về sự hiện diện là khuôn mặt và quần áo của chúng. Những con búp bê sống được tiết lộ là con người, tất cả đã bị bắt cóc từ một nơi gọi là Mirrorside bên cạnh Shadows House. Do Shadows House sản xuất than củi cho ngôi làng như một nguồn năng lượng, tất cả dân làng đều bị tẩy não khi tin rằng để con cái của họ làm việc cho dinh thự là một niềm hạnh phúc tột cùng. Tất cả trẻ em trong làng đều được đào tạo để được chọn vào các Shadow ở tầng thứ ba, ngoại trừ Emilico.
Emilico (エミリコ Emiriko)
Lồng tiếng bởi: Sasahara Yū
Búp bê sống của Kate, được đặt tên theo người bà đã chăm sóc Kate. Emilico có được sự đặc trưng bởi tính cách vui vẻ, lạc quan và tốt bụng, cũng như xu hướng cố gắng và giúp đỡ bất cứ ai cô có thể. Ngoài việc là búp bê sống của Kate, cô còn là thành viên của Đội dọn dẹp 10 cùng với Lou, Rosemary và Mia, và sau đó trở thành thủ lĩnh của đội. Mặc dù chia sẻ những tính cách rất khác nhau nhưng cô và Kate rất hợp nhau. Khi họ khám phá sâu hơn những bí mật của Shadows House, cô bắt đầu lấy lại ký ức về cuộc sống trước đây của mình là một người trong gánh xiếc lưu động, khi cô được mời vào dinh thự bởi Shaun, Lou, Ricky và Rum.

Shaun (ショーン Shōn)
Lồng tiếng bởi: Sakai Kōdai
Một cậu bé thông minh và kiên định, là búp bê sống của John. Ban đầu bị ảnh hưởng bởi tác dụng của cà phê tẩy não, sau đó một cuộc chiến tay đôi với John khiến cậu tỉnh lại. Cậu trở thành người bạn đồng hành thân thiết nhất của Emilico và Kate cùng với chủ nhân của mình khi họ nổi dậy chống lại Shadows House. Cậu từng là anh cả trong gia đình có ba anh chị em và là người đứng đầu lớp của họ ở Mirrorside.
Lou (ルウ Rū)
Lồng tiếng bởi: Sakura Ayane
Một cô gái trầm lặng, ngoan ngoãn và cực kỳ xinh đẹp, là búp bê sống của Louise. Mặc dù phần lớn thời gian được miêu tả là bơ phờ, Lou rất kiên quyết khi cô đặt tâm trí vào mọi việc.
Ricky (リッキー Rikkī)
Lồng tiếng bởi: Kawashima Reiji 
Búp bê sống của Patrick, có tính cách kiêu ngạo và kiêu hãnh như chủ nhân của mình, nhưng sau đó trở nên nhạy cảm và tốt bụng hơn. Cậu gần trở nên say mê với Lou.
Rum (ラム Ramu)
Lồng tiếng bởi: Shimoji Shino 
Một Búp bê sống nhút nhát, dè dặt, hiếm khi trò chuyện với bất kỳ ai, kể cả chủ nhân của mình, Shirley. Sau khi ra mắt thất bại, Rum dường như bị vứt bỏ và trở thành thành búp bê che mặt. Cô được tiết lộ là đã giữ được ý thức về bản thân nhờ Shirley.
Mia (ミア)
Lồng tiếng bởi: Ōnishi Saori
Một Búp bê sống ngổ ngáo và vui tươi, là búp bê sống của Sarah. Cô là trưởng nhóm thứ 2 của Đội dọn dẹp 10 dưới Rosemary, và là người cố vấn cho Emilico khi đến Shadows House. Khi Emilico trở thành trưởng nhóm của đội thay vì cô, Mia tỏ ra ghen tị.
Rosemary (ローズマリー Rōzumarī)
Lồng tiếng bởi: Nakahara Mai
Một Búp bê sống có tính cách hiền lành và là Búp bê sống của Maryrose. Cô là cựu trưởng nhóm của Đội dọn dẹp 10 và là người trợ giúp cho cả Lou và Emilico khi họ đến Shadows House. Cô rất hay bị bệnh bồ hóng. Vì từ chối đến khu nhà của Người lớn, cô đã tự tử cùng với chủ nhân Bóng của mình, Maryrose.
Barbie (バービー Bābī)
Lồng tiếng bởi: Kugimiya Rie
Một Búp bê sống bạo lực, tàn nhẫn và xấu tính, là búp bê sống của Barbara. Do Shadow của cô là Người Đeo Sao và là người sản xuất bồ hóng lớn nhất của Shadows House, cô cũng là người đứng đầu tất cả các Đội dọn dẹp. Trước khi ra mắt, Barbie từng là một cô gái vui vẻ và hồn nhiên, là bạn thân của Rosemary. Tuy nhiên, kể từ khi Christopher được mời đến nhà Người Đàn Ông Vĩ Đại và cả Rosemary từ chối trở thành Người lớn khiến cô phải trở nên cứng rắn để có thể kiểm soát khu trẻ em.
Belle (ベル Berū)
Lồng tiếng bởi: Okubo Rumi
Belle là tên gọi chung của một cặp song sinh và là búp bê sống của Isabelle và Mirabelle. Tính cách thờ ơ và kiêu ngạo, họ từng ở trong Đội dọn dẹp của Rum và bắt nạt các búp bê sống khác, nhưng sau đó được chuyển đến Đội dọn dẹp của Emilico sau khi Rum ra đi. Sau khi vô tình làm vỡ những chai cà phê thủy tinh có mục đích tẩy não bọn trẻ, cả hai bị trừng phạt là bị bệnh bồ hóng và cuối cùng khiến một trong hai búp bê sống chết, chỉ còn một búp bê sống cho cả hai Shadows. Đau buồn trước sự ra đi của em gái, Belle dần trở nên gần gũi hơn với Emilico và lòng tốt của cô ấy.

### Shadows
Kate (ケイト Keito)
Lồng tiếng bởi: Kitō Akari
Shadow của Emilico. Sự thông minh và phong thái điềm tĩnh khiến cô trở thành chuyên gia giải quyết vấn đề và giữ cái đầu tỉnh táo trong những tình huống khó khăn, đối lập hoàn toàn với tính cách thẳng thắn và ngây thơ của Emilico. Ban đầu có chút xa cách nhưng Kate nhanh chóng gắn bó với Emilico, tận hưởng khoảng thời gian bên nhau. Kate ngay lập tức tự mình phá vỡ sự tẩy não của Emilico, và sử dụng năng lực bồ hóng của mình để cứu Emilico nhiều lần. Nghi ngờ về Shadows House và hệ thống phân cấp, Kate dần dần có được các đồng minh với Emilico để tổ chức một cuộc nổi dậy chống lại dinh thự. Kate được tiết lộ là con gái của Catherine, một quý tộc con người từng sống ở Mirrorside và sau đó trở thành một Shadow. Khả năng bồ hóng của cô ấy cho phép mình di chuyển các vật thể từ xa.
John (ジョン Jon)
Lồng tiếng bởi: Sakai Kōdai 
Shadow của Shaun. Không giống như Shaun, John là người có tinh thần tự do và trung thực, hay lao đầu vào một vấn đề mà không cần suy nghĩ trước. Cậu yêu Kate ngay từ cái nhìn đầu tiên và tiến tới cầu hôn cô. Giống như Kate và Emilico, cậu và Shaun rất hợp nhau và quan tâm đến nhau rất nhiều. Khả năng bồ hóng của cậu là thu thập một lượng lớn bồ hóng trên nắm tay và tung ra nắm đấm. Cậu có thể phá hủy các vật thể cứng như một tảng đá khổng lồ ở cự ly gần nhưng sẽ yếu vì sử dụng quá nhiều bồ hóng.
Louise (ルイーズ Ruīzu)
Lồng tiếng bởi: Sakura Ayane
Shadow của Lou. Cô có tính cách cởi mở và tự ái, khiến cô rất thích Lou nhưng chỉ quan tâm đến gương mặt búp bê sống của mình thay vì quan tâm thực sự, cô bắt đầu đánh giá cao phẩm chất con người của Lou và quan tâm đến sức khỏe của búp bê sống. Khả năng bồ hóng của cô cho phép mình điều khiển tâm trí người khác.
Patrick (パトリック Patorikku)
Lồng tiếng bởi: Kawashima Reiji
Shadow của Ricky. Giống như búp bê sống của mình, cậu kiêu hãnh, tự cao và luôn cố gắng tạo ra một bầu không khí quý phái xung quanh mình, nhưng lại dịu dàng và nhạy cảm một cách bí mật. Không giống như các Shadow khác, Patrick chủ yếu hay dựa dẫm vào Ricky để đưa ra quyết định và cách thể hiện bản thân. Cậu khi đầu coi thường Emilico nhưng ngay sau đó đã phải lòng vì lòng tốt của cô ở lễ ra mắt.
Shirley (シャーリー Shārī)
Lồng tiếng bởi: Shimoji Shino
Shadow của Rum. Im lặng và dường như thiếu cảm xúc. Cô là người duy nhất thất bại trong buổi ra mắt và dường như ai cũng nghĩ đã chết, nhưng thực sự lại giấu mình dưới dạng cái nơ mà Rum hay đeo ở ngón tay. Nhờ hình dạng nhỏ nhắn, cô có thể lẻn quanh ngôi nhà và thu thập thông tin về sự thật về Shadow. Khả năng bồ hóng của cô là biến đổi hình dạng thành các vật thể và sinh vật xung quanh kích thước của cô ấy. Khi cô là một dải ruy băng và quấn quanh ngón tay Rum, họ có thể giao tiếp thông qua suy nghĩ.
Sarah (サラ Sara)
Lồng tiếng bởi: Ōnishi Saori
Shadow của Mia. Sarah vô cùng tàn nhẫn, ích kỷ và chỉ quan tâm đến việc thăng tiến để có thể được mời đến Nhà Người Đàn Ông Vĩ Đại. Cô hay bí mật đánh đập búp bê sống của mình như một sự dạy dỗ. Trong suốt câu chuyện, Sarah luôn coi thường Kate nhưng điều này trở thành mối hận thù hoàn toàn sau khi Kate trở thành trưởng nhóm.
Maryrose (マリーローズ Marīrōzu)
Lồng tiếng bởi: Nakahara Mai
Shadow của Rosemary. Ban đầu là người quan tâm đến đàn em của mình, cô được tiết lộ là thủ phạm của vụ hai lần làm con ma đã xảy ra trong dinh thự ở khu trẻ em. Là một Shadow đặc biệt, cô vẫn giữ được quá khứ mình là một morph và biết sự thật về dinh thự, thực hiện các sự cố để thu hút những người cùng chí hướng trốn thoát cùng nhau và trì hoãn việc tiến vào khu người lớn. Năng lực bồ hóng của cô cho phép cô điều khiển Kobiritsuki và tùy ý sử dụng. Cô còn có thể tạo ra Kobiritsuki bằng cách lấy bồ hóng của người khác khi họ xuất chúng ra. Cuối cùng, cô đã bị Kate bắt và giao cho Người Đeo Sao. Sau một cuộc chiến ngắn ngủi với Edward ở sảnh vinh quang, cô và Rosemary đã tự sát bằng cách nhảy ra khỏi cây cầu.
Barbara (バーバラ Bābara)
Lồng tiếng bởi: Kugimiya Rie
Shadow của Barbie. Với tư cách là thủ lĩnh của Những người Đeo Sao, cô về bản chất là người đứng đầu khu nhà trẻ em. Cô có thể tạo ra một lượng lớn bồ hóng và được coi như một tài sản vô giá. Tuy nhiên, vì chỉ có trẻ con mới có thể tạo ra bồ hóng cho ngôi nhà, nên việc tiến vào khu nhà người lớn của cô liên tục bị trì hoãn.
Isabelle và Mirabelle (イザベルとミラベル Izaberū to Mīraberū)
Lồng tiếng bởi: Okubo Rumi
Shadow của cặp song sinh Belle. Giống như những búp bê sống của mình, ích kỷ, thô lỗ và thích bắt nạt búp bê sống của các Shadow khác, thường sử dụng sức mạnh bồ hóng của chúng để cho chúng khả năng điều khiển bất kỳ chuyển động nào của con người. Với cái chết của một trong những búp bê sống của họ, cặp song sinh giờ đây có chung một búp bê sống. Cuối cùng họ dần tin tưởng và thích Kate.

### Người lớn
Người lớn của Shadows House sống tách biệt với trẻ em và búp bê sống của chúng trong khu của người lớn, còn được gọi là cánh của Người Ông Vĩ Đại. Họ bao gồm tất cả những người đã vượt qua màn ra mắt và trải qua quá trình hợp nhất với búp bê sống của họ "hợp thể hóa" nghĩa là búp bê sống của Shadow đó chết và Shadow có thể tự do điều khiển cơ thể cũng như có được gương mặt, tạo ra "sự tồn tại hoàn hảo" của một Bóng với khuôn mặt Búp Bê của họ. Các thành viên của cánh người lớn được sắp xếp theo cấp bậc thành ba tầng khác nhau, với những người ở tầng thứ ba có thể sống cùng với Người Ông Vĩ Đại và do đó có quyền lực cao nhất.
Edward (エドワード Edowādo)
Lồng tiếng bởi: Hatano Wataru
Quản lý mới nhất của khu nhà trẻ em và là thành viên của tầng hai. Lần đầu tiên xuất hiện với tư cách là giám khảo của buổi ra mắt. Ông ta tin rằng Kate là một kẻ bất đồng chính kiến đang cố gắng phá hủy ngôi nhà. Mục tiêu của ông là tiến lên tầng ba để có thể gần gũi hơn với Người Ông Vĩ Đại. Khả năng của Edward là điều khiển âm thanh và rung động không khí bằng cách sử dụng bồ hóng.
Aileen (アイリーン Airiin)
Lồng tiếng bởi: Horie Yui
Một thành viên của tầng hai. Cô và Gerald hợp tác với Edward trong việc thiết lập lễ ra mắt và tiến lên tầng ba. Khả năng điều khiển bồ hóng của cô là tạo ra những con quạ từ bồ hóng có thể được sử dụng để gửi thông điệp.
Gerald (ライアン Jerarudo)
Lồng tiếng bởi: Takeo Ōtsuka 
Một thành viên của tầng hai. Anh và Aileen hợp tác với Edward trong việc thiết lập lễ ra mắt và tiến lên tầng ba.
Ryan (ライアン Raian)
Lồng tiếng bởi: Kishio Daisuke
Một thành viên của tầng ba và là một người nóng tính và bạo lực. Lần đầu tiên anh được xuất hiện với tư cách là một trong những người quan sát buổi lễ ra mắt.
Dorothy (ドロシー Doroshī)
Lồng tiếng bởi: Hikasa Yōko
Một thành viên của tầng ba và là một người tàn nhẫn. Lần đầu tiên cô ấy được xuất hiện với tư cách là một trong những người quan sát buổi ra mắt.
Joseph (ジョゼフ Jozefu)
Lồng tiếng bởi: Miyake Kenta
Một thành viên của tầng ba, người luôn được nhìn thấy với kính một mắt. Lần đầu tiên ông được xuất hiện với tư cách là một trong những người quan sát buổi ra mắt.
Sophie (ソフィ Sofi)
Lồng tiếng bởi: Hanamori Yumiri
Một thành viên của tầng ba, người thường điềm tĩnh và bơ phờ, nhưng lại tỏ ra thèm khát đến điên cuồng khi thấy ai đó sở hữu nhiều bồ hóng. Lần đầu tiên cô được xuất hiện với tư cách là một trong những người quan sát buổi ra mắt. Khả năng bồ hóng của cô có thể liên quan đến loài bướm.

## Chuyển thể

### Manga
Shadows House được viết và minh họa bởi So-ma-to. Manga bắt đầu được đăng trên Weekly Young Jump vào ngày 6 tháng 9 năm 2018. Shueisha đã biên soạn các chương thành từng tập tankōbon. Tập đầu tiên được phát hành vào ngày 18 tháng 1 năm 2019. Tính đến ngày 17 tháng 7 năm 2025, hai mươi tập đã được phát hành.
Manga sẽ được xuất bản bằng tiếng Anh bởi Yen Press.

#### Danh sách các tập
| 1. "Kate và Emilico" (ケイトとエミリコ Keito to Emiriko) 2. "Búp bê bị hỏng" (壊れた人形は Kowareta Ningyō wa) 3. "Bản hướng dẫn" (説明書 Setsumeisho) 4. "Búp bê bồ hóng" (すすだるま Susu Daruma) 5. "Đói bụng" (空腹 Kūfuku) 6. "Gương" (鏡 Kagami) | 1. "Gương mặt khác" (別の顔 Betsu no Kao) 2. "Bên ngoài căn phòng" (部屋の外には Heya no Soto ni wa) 3. "Phòng lọc bồ hóng" (すす取りの間 Susutori no Ma) 4. "Vết bẩn không thể gột sạch" (落ちない汚れ Ochinai Yogore) 5. "Lần ra mắt đầu tiên của hai người" (お披露目前の二人 Ohirome Mae no Futari) 6. "Vấy bẩn" (汚しながら Yogoshi Nagara) |

| 1. "Buổi học" (授業 Jugyō) 2. "Con ma" (亡霊 Bōrei) 3. "Búp bê cử động" (動く人形 Ugoku Ningyō) 4. "Ngày tắm rửa" (洗浄の日 Senjō no Hi) 5. "Người đeo sao" (星つき Hoshi-tsuki) 6. "Đi tuần ban đêm" (深夜の見回りにて Shin'ya no Mimawari Nite) | 1. "Chuyện thừa thãi" (余計なこと Yokei na Koto) 2. "Nhân ảnh tốt bụng" (親切なお影様 Shinsetsu na Okage-sama) 3. "Đêm hôm trước" (前夜 Zen'ya) 4. "Năm cặp người mới" (五対の新人 Gotsui no Shinjin) 5. "Phân hạng" (格付け Kakuzuke) 6. "Cái tên" (名前 Namae) |

| 1. "Tiêu chí đánh giá" (審査基準 Shinsa Kijun) 2. "Mớ dụng cụ tạp nham" (不揃いな道具たち Fuzoroi na Dōgu-tachi) 3. "Khu vườn mê cung" (庭園迷路 Teien Meiro) 4. "Tầm nhìn" (視線 Shisen) 5. "Tấm bản đồ không hoàn thiện" (不完全な地図 Fukanzen na Chizu) 6. "Chấm đen" (黒い点 Kuroi Ten) | 1. "Thất bại" (失敗 Shippai) 2. "Chi tiết hiện ra" (浮かび上がる細工 Ukabiagaru Zaiku) 3. "Người về nhất" (首席 Shuseki) 4. "Dáng vẻ thường thấy" (いつもの姿 Itsumo no Sugata) 5. "Bởi vì không thấy" (見えないから Mienai Kara) 6. "Người chấm thi" (試験官 Shiken-kan) |

| 1. ""Gương mặt"" (「顔」 Kao) 2. "Thi đỗ" (合格 Gōkaku) 3. "Kẻ đáng thương nhất" (一番かわいそうな Ichiban Kawaisō na) 4. "Bồ hóng bất án" (不安の煤 Fuan no Susu) 5. "Lồng chim và hoa" (鳥籠と花 Torikago to Hana) 6. "Phá giải" (解 Kai) 7. "Cặp cuối cùng" (最後の一対 Saigo no Ittsui) | 1. "Trở thành người trưởng thành" (成人になるということ Seijin ni Naru to Iu Koto) 2. "Đánh giá tổng quát" (総評 Sōhyō) 3. "Búp bê sống" (いきにんぎょう Iki Ningyō) 4. "Bệnh bồ hóng" (すすによる病 Susu ni Yoru Yamai) 5. "Phía sau sinh hoạt thường ngày" (日常生活の影 Nichijō Seikatsu no Kage) 6. "Năng lực bồ hóng" (すすの能力 Susu no Nōryoku) 7. "Bức thư" (手紙 Tegami) |

| 1. "John và Shaun" (ジョンとショーン Jon to Shōn) 2. "4 cặp đeo sao" (四対の星つき Yontsui no Hoshitsuki) 3. "Bữa tiệc hạnh phúc" (喜びの会 Yorokobi no Kai) 4. "Những địch thủ" (好敵手たち Kōtekishu-tachi) 5. "Sự thay đổi của Rosemary" (ローズマリーの変 Rōzumarī no Hen) 6. "Tổng vệ sinh" (大掃除 Ōsōji) | 1. "Gương vỡ khó lành" (破鏡不照 Hakyō Fushō) 2. "Nghi phạm" (犯人候補 Han'nin Kōho) 3. "Tản bộ" (散策 Sansaku) 4. "Nhóm nghiên cứu" (研究班 Kenkyū-han) 5. "Buổi họp lớp lúc nửa đêm" (深夜の同期会 Shin'ya no Dōkikai) 6. "Bầu trời đêm" (夜の空 Yoru no Sora) |

| 1. "Các búp bê sống được triệu tập" (集められる生き人形 Atsumerareru Iki Ningyō) 2. "Về "Bồ hóng bám dính"" (こびりつきについて Kobiritsuki ni Tsuite) 3. "Về việc "Được gọi"" (お呼ばれについて Oyobare ni Tsuite) 4. "Về việc "Kết hôn"" (婚姻について Kon'in ni Tsuite) 5. "Chân tướng của ngài áo choàng là..." (ローブ様の正体は... Rōbu-sama no Shōtai wa...) 6. "Thủ phạm vụ con ma náo loạn" (亡霊騒ぎの犯人 Bōrei Sawagi no Han'nin) | 1. "Lí do" (理由 Riyū) 2. "Tiết học cuối cùng" (最後の授業 Saigo no Jugyō) 3. "Được gọi và tiếp đón" (お呼ばれとお迎え Oyobare to Omukae) 4. "Tấm lòng dịu dàng" (やさしさ Yasashi-sa) 5. "Ba lối đi" (水路の三択 Suiro no Mitaku) 6. "Giá trị của đồng đội" (仲間の価値 Nakama no Kachi) |

| 1. "Lời hứa" (約束 Yakusoku) 2. "Vết thương không thể xóa nhòa" (消えない傷 Kienai Kizu) 3. "Sự lựa chọn không có câu trả lời" (答えのない選択 Kotae no Nai Sentaku) 4. "Câu trả lời của hai người" (ふたりの答え Futari no Kotae) 5. "Những kẻ chống đối" (抗う者たち Aragau Monotachi) 6. "Thường ngày" (日常 Nichijо̄) | 1. "Trưởng nhóm mới" (新しい班長 Atarashī Hanchō) 2. "Nhóm Emilico" (エミリコ班 Emiriko-han) 3. "Vấn đề nan giải" (難題 Nandai) 4. "Vi phạm luật lệ" (ルール違反 Rūru Ihan) 5. "Loại cà phê đặc biệt" (特別な珈琲 Tokubetsu na Kōhī) 6. "Ý đồ của quản lý" (管理者の思惑 Kanrisha no Omowaku) |

| 1. "Thị sát" (視察 Shisatsu) 2. "Đánh giá" (値踏み Nebumi) 3. "Lời đường mật" (甘言 Kangen) 4. "Ngàn năm có một" (千載一遇 Senzai'ichigū) 5. "Kate" (ケイト Keito) 6. "Búp bê không mặt – 1" (顔の見えない人形 (1) Kao no Mienai Ningyō (1)) | 1. "Búp bê không mặt – 2" (顔の見えない人形 (2) Kao no Mienai Ningyō (2)) 2. "Nội gián" (内通者 Naitsūsha) 3. "Kể từ đó" (あれから Are Kara) 4. "Kể từ giờ" (これから Kore Kara) 5. "Người có thể tin tưởng" (信じられるもの Shinjirareru Mono) |

| 1. "Cái bãy được sắp đặt" (仕掛けられた罠 Shikakerareta Wana) 2. "Vị khách bất ngờ" (思わぬ来訪者 Omowanu Raihōsha) 3. "Họp lớp 10 người" (五対の同期会 Gotsui no Dōki Kai) 4. "Sự gắn kết" (絆 Kizuna) 5. "Kỉ niệm" (思い出 Omoide) | 1. "Ngày hôm trước" (前日 Zenjitsu) 2. "Tên của cô gái nọ" (或る少女の名前 Aru Shōjo no Namae) 3. "Lời hứa dưới trời sao" (約束の星空 Yakusoku no Hoshizora) 4. "Tên của tôi" (わたしの名前 Watashi no Namae) |

| 1. "Độc thoại" (独白 Dokuhaku) 2. "Xuất thân" (生い立ち Oitachi) 3. "Shadows House" (シャドーハウス Shadō Hausu) 4. "Luật bất thành văn" (奇妙な不文律 Kimyō na Fubunritsu) 5. "Cái bóng ẩn núp trong rừng" (森に潜む影 Mori ni Hisomu Kage) | 1. "Vào dinh thự" (入館 Nyūkan) 2. "Điều kiện của một cặp" (対の条件 Ittsui no Jōken) 3. "Tên của em sẽ là" (あなたの名前は Anata no Namae wa) 4. "Emilico" (エミリコ Emiriko) |

| 1. "Nhiệm vụ đầu tiên" (初めてのお遣い Hajimete no Otsukai) 2. "Mô hình quyền lực" (勢力図 Seiryokuzu) 3. "Hội nghị hoa hồng" (薔薇の集い Bara no Tsudoi) 4. "Nguyên nhân cải cách" (改革の口火 Kaikaku no Kuchibi) 5. "Hai thái cực" (ニ極化 Ni Kyoku-ka) | 1. "Kẻ bị săn" (狩られる者 Karareru Mono) 2. "Quyết đấu" (決闘 Kettō) 3. "Lựa chọn sai lầm" (間違った選択 Machigatta Sentaku) 4. "Sự chân thành và động cơ" (誠意と本意 Seii to Hon'i) |

| 1. "Đắng cay và ngọt ngào" (苦さと甘さ Nigasa to Amasa) 2. "Bí quyết của sức mạnh" (強さの秘訣 Tsuyosa no Hiketsu) 3. "Đôi tay giúp đỡ (1)" (救いの手 (1) Sukuinote (1)) 4. "Đôi tay giúp đỡ (2)" (救いの手 (2) Sukuinote (2)) 5. "Phương pháp bí mật" (秘密の手段 Himitsu no Shudan) | 1. "Thử nghiệm và tính sai" (実験と誤算 Jikken to Gosan) 2. "Chứng minh giả thuyết" (仮説の証明 Kasetsu no Shōmei) 3. "Quất át chủ bài" (奥の手 Oku no Te) 4. "Sự tồn tại có một không hai" (無二の存在 Muni no Sonzai) |

| 1. "Trái tim" (心 Kokoro) 2. "Quan hệ chủ – tớ" (主従関係 Shujū Kankei) 3. "Vì ai" (誰がために Taga Tame Ni) 4. "Đồ bỏ đi" (がらくた Garakuta) 5. "Chuyền gậy tiếp sức" (バトンリレー Batonrirē) | 1. "Kết quả đối chiếu" (照合結果 Shōgō Kekka) 2. "Lỗ hổng trong kế hoạch" (計画の穴 Keikaku no Ana) 3. "Động cơ gây án" (犯行動機 Hankō Dōki) 4. "Thành quả của việc học" (学びの成果 Manabi no Seika) |

| 1. "Chênh lệch thực lực" (実力差 Jitsuryoku-sa) 2. "Kẻ không thể tha thứ" (譲れないもの Yuzurenai Mono) 3. "Cái giá cho trận quyết chiến" (決闘の代償 Kettō no Daishō) 4. "Thổ lộ" (告自 Tsuge-ji) 5. "Vết sẹo không thể chữa lành" (癒えぬ傷痕 Ienu Kizuato) 6. "Thật lòng" (本心 Honshin) | 1. "Lewis" (ルイス Ruisu) 2. "Minh chứng cho lòng quyết tâm" (決意の証 Ketsui no Akashi) 3. "Gương mặt tươi cười" (笑顔 Egao) 4. "Sự thật" (真実 Shinjitsu) 5. "Kết quả bỏ phiếu" (投票結果 Tōhyō Kekka) |

| Chapters 154-164 |

| Chapters 165-175 |

| Chapters 176-186 |

### Anime
Vào tháng 10 năm 2020, thông báo chuyển thể anime đã được công bố trên trang bìa của tập thứ sáu của manga . Loạt phim sẽ được chuyển thể bởi CloverWorks với đạo diễn là Ōhashi Kazuki , 
kịch bản do Ōno Toshiya viết, thiết kế nhân vật bởi Kusakabe Chizuko và âm nhạc được sáng tác bởi Suehiro Kenichiro  . Anime khởi chiếu ngày 11 tháng 4, 2021 trên kênh Tokyo MX tại Nhật Bản.. Bài hát kết thúc là "Nai Nai" do ReoNa thể hiện  Funimation cấp phép loạt phim ngoài Châu Á.. Sau khi Sony mua lại Crunchyroll, loạt phim được chuyển sang Crunchyroll.. Ở Đông Nam Á , loạt phim được cấp phép bởi Muse Communication và được phát trên Bilibili . Công ti này sau đó đã cấp phép cho kênh truyền hình Animax Asia phát sóng trong các khu vực..
Vào ngày 11 tháng 9 năm 2021, trong một buổi phát trực tiếp đã thông báo rằng phần thứ hai sẽ được khởi chiếu  . Bộ anime khởi chiếu ngày 9 tháng 7, 2022.. Bài hát mở đầu là "Shall We Dance?" của ReoNa và bài hát kết thúc là  "Masquerade" của ClariS . Ở Đông Nam Á, bộ anime được phát trên Bilibili và kênh truyền hình Animax Asia.

#### Danh sách các tập phim
| TT. | Tiêu đề                                                                          | Đạo diễn                | Biên kịch       | Ngày phát hành gốc  |
| --- | -------------------------------------------------------------------------------- | ----------------------- | --------------- | ------------------- |
| 1   | Chuyển ngữ: "Shadō to Iki Ningyō" (tiếng Nhật: シャドーと生き人形)               | Ōhashi Kazuki           | Ōno Toshiya     | 11 tháng 4 năm 2021 |
| 2   | Chuyển ngữ: "Heya no Soto ni wa" (tiếng Nhật: 部屋の外には)                      | Sakai Hayato            | Toyoda Momoka   | 18 tháng 4 năm 2021 |
| 3   | Chuyển ngữ: "Susu ni Yoru Yamai" (tiếng Nhật: すすによる病)                      | Sakuma Takashi          | Ōnishi Yūji     | 25 tháng 4 năm 2021 |
| 4   | Chuyển ngữ: "Shin'ya no Mimawari" (tiếng Nhật: 深夜の見回り)                     | Takahashi Jun           | Yamazaki Rino   | 2 tháng 5 năm 2021  |
| 5   | Chuyển ngữ: ""Ohirome"" (tiếng Nhật: "お披露目")                                 | Sugai Yoshihiro         | Ōno Toshiya     | 9 tháng 5 năm 2021  |
| 6   | Chuyển ngữ: "Teien Meiro" (tiếng Nhật: 庭園迷路)                                 | Tanaka Hiromi           | Toyoda Momoka   | 16 tháng 5 năm 2021 |
| 7   | Chuyển ngữ: "Fukanzen na Chizu" (tiếng Nhật: 不完全な地図)                       | Ogiwara Takeru          | Ōnishi Yūji     | 23 tháng 5 năm 2021 |
| 8   | Chuyển ngữ: "Te no Hira no Ue" (tiếng Nhật: 手のひらの上)                        | Sanuma Ken              | Yamazaki Rino   | 30 tháng 5 năm 2021 |
| 9   | Chuyển ngữ: "Torikago to Hana" (tiếng Nhật: 鳥籠と花)                            | Sakuma Takashi          | Ōno Toshiya     | 6 tháng 6 năm 2021  |
| 10  | Chuyển ngữ: "Saigo no Ittsui" (tiếng Nhật: 最後の一対)                           | Mukaiyama Tazumi        | Ōno Toshiya     | 13 tháng 6 năm 2021 |
| 11  | Chuyển ngữ: "Kuroi Nomimono" (tiếng Nhật: 黒い飲み物)                            | Suzuki Yūma             | Toshiya Ōno     | 20 tháng 6 năm 2021 |
| 12  | Chuyển ngữ: "Ojii-sama to Tomo ni Aru Tō e" (tiếng Nhật: おじい様と共にある棟へ) | Sakai Hayato            | Ōnishi Yujin    | 27 tháng 6 năm 2021 |
| 13  | Chuyển ngữ: "Shadō-ke no Tame ni" (tiếng Nhật: シャドー家のために)               | Ōhashi Kazuki Ikari Yui | Ōno Toshiya     | 4 tháng 7 năm 2021  |
| 14  | Chuyển ngữ: "Shin Seijin-tachi" (tiếng Nhật: 新成人たち)                         | Ikari Yui               | Ōno Toshiya     | 9 tháng 7 năm 2022  |
| 15  | Chuyển ngữ: "Saikō no "Hoshitsuki"" (tiếng Nhật: 最高の"星つき")                 | Aoki Miki               | Toyoda Momoka   | 16 tháng 7 năm 2022 |
| 16  | Chuyển ngữ: "Ōsōji" (tiếng Nhật: 大掃除)                                         | Sakuma Takashi          | Ōnishi Takahito | 23 tháng 7 năm 2022 |
| 17  | Chuyển ngữ: "Hannin Kōho" (tiếng Nhật: 犯人候補)                                 | Ueda Shin'ichirō        | Yamazaki Rino   | 30 tháng 7 năm 2022 |
| 18  | Chuyển ngữ: "Shin'ya no Dōkikai" (tiếng Nhật: 深夜の同期会)                      | Mukaiyama Tazumi        | Toyoda Momoka   | 6 tháng 8 năm 2022  |
| 19  | Chuyển ngữ: "Yoru no Sora" (tiếng Nhật: 夜の空)                                  | Koitohan                | Ōnishi Yūji     | 13 tháng 8 năm 2022 |
| 20  | Chuyển ngữ: "Kobetsu Sōsa" (tiếng Nhật: 個別捜査)                                | Ueda Shin'ichirō        | Yamazaki Rino   | 20 tháng 8 năm 2022 |
| 21  | Chuyển ngữ: "Rōbu-sama no Shōtai" (tiếng Nhật: ローブ様の正体)                   | Mukaiyama Tazumi        | Toyoda Momoka   | 27 tháng 8 năm 2022 |
| 22  | Chuyển ngữ: "Saigo no Jugyō" (tiếng Nhật: 最後の授業)                            | Takahashi Jun           | Ōnishi Yūji     | 3 tháng 9 năm 2022  |
| 23  | Chuyển ngữ: "Nakama no Kachi" (tiếng Nhật: 仲間の価値)                           | Sanuma Ken              | Yamazaki Rino   | 10 tháng 9 năm 2022 |
| 24  | Chuyển ngữ: "Futari no Kotae" (tiếng Nhật: ふたりの答え)                         | Sakai Hayato            | Ōno Toshiya     | 17 tháng 9 năm 2022 |
| 25  | Chuyển ngữ: "Aragau Mono-tachi" (tiếng Nhật: 抗う者たち)                         | Ikari Yui               | Ōno Toshiya     | 24 tháng 9 năm 2022 |

## Đón nhận

### Manga
Đến tháng 10 năm 2023, bộ manga này đã có hơn 2,7 triệu bản được lưu hành.